# Unfitted

Symbol der Betriebsart Unfitted im Driver Machine Interface (DMI).

Als Unfitted (Abkürzung UN) wird im Europäischen Zugbeeinflussungssystem ETCS eine Betriebsart bezeichnet.
Der Mode unfitted kann nur in Level 0 verwendet werden. Er darf für folgende Zugbewegungen eingesetzt werden:
- wenn der Streckenbereich ohne ERTMS/ETCS und NTC-System ausgerüstet ist oder
- wenn der Streckenbereich mit ERTMS/ETCS und/oder NTC-System ausgerüstet ist, aber eine Zugsicherung darüber aktuell nicht möglich ist.

Die ERTMS/ETCS-Fahrzeugeinrichtung überwacht die Zugbewegung nur gegen den geringsten Wert der maximalen Zughöchstgeschwindigkeit und anhand der über die Nationalen Werte vorgegebenen Geschwindigkeitsbegrenzung für unfitted areas. Ebenso werden Temporary Speed Restrictions (TSR, Langsamfahrstellen) überwacht.
Das ERTMS/ETCS-Fahrzeugeinrichtung soll die Zuggeschwindigkeit dem Triebfahrzeugführer anzeigen. Mit der Aktivierung der Betriebsart geht die Sicherheitsverantwortung von ETCS auf den Triebfahrzeugführer über und der Triebfahrzeugführer muss die Streckensignale beachten.